# 1927年リベリア総選挙
1927年リベリア総選挙（1927ねんリベリアそうせんきょ、英語: 1927 Liberian general election）は、1927年に執行されたリベリアの総選挙。有権者をはるかに上回る投票総数が記録されており、ギネスブックに「史上最も不正があった選挙」として登録されている。

## 概要
大統領選挙では現職のチャールズ・D・B・キング（ホイッグ党）とトーマス・J・R・フォークナー（人民党）が立候補し、キングがフォークナーを破って3期目に再選された。一方で大規模な不正行為が行われ、有権者数が約19,000人に対して、キングは約23万票、フォークナーは約9000票を獲得した。理論上の投票率は1,255パーセントとなる。同国の国家選挙管理委員会のフランシス・ジョンソン＝モリス委員長は「史上最も不正が行われた選挙」と呼んでいる。
キングは前回の1923年リベリア総選挙でも不正を行っており、有権者6,000人に対して45,000票を獲得し再選を果たしていた。
選挙後、政府高官がスペイン領ギニアのフェルナンド・ポー島で現地部族を強制労働させ、奴隷貿易を行っているスキャンダルが発覚し、キングは1930年に大統領を辞任した。フォークナーは1931年リベリア総選挙の大統領選に再び立候補したが、エドウィン・バークレーに敗れている。